# Infinità
L'Infinità (Infinity) è un personaggio dei fumetti creato da Mark Gruenwald (testi) e Greg Capullo (disegni), pubblicato dalla Marvel Comics. La sua prima apparizione è in Quasar n. 24 nel luglio del 1991. Facendo la prima apparizione come cameo in The Mighty Thor (vol. 1) n. 184 (gennaio 1971), creato da Stan Lee (testi) e John Buscema (disegni).

## Biografia del personaggio
Infinità esiste da quando è nato l'universo Marvel, assieme ad altre entità cosmiche come Galactus, Eternità, Oblio, Lord Caos e Morte.
Assunse il suo ruolo durante l'infanzia dell'universo, anche se la sua esistenza venne rivelata solo quando Odino inavvertitamente intercettò le sue energie, creando una manifestazione astronomica che estinse le stelle della dimensione di Asgard. In seguito Odino e suo figlio Thor ripristinarono la normalità.
Tempo dopo, Infinità avvertì il pericolo dell'Assassino Cosmico, Maelstrom, e concesse a Quasar parte dei suoi poteri. Dopo che Quasar ebbe fermato la minaccia del Buco nero creato da Maelstrom, Quasar fu scelto da Infinità come suo avatar; Oblio scelse Maelstrom. Quasar ebbe la meglio e Infinità si consultò con la sua controparte Eternità ed il suo opposto Oblio.
Quando il Magus tentò di impadronirsi del Guanto dell'Infinito, Infinità ed Eternità concessero ad Adam Warlock una parte del proprio potere. Eternità ed Infinità sconfissero poi il Magus.
Lei è la personificazione dello Spazio e causa l'espansione dell'Universo, controparte positiva di Oblio, che è la personificazione della Non-Esistanza, e che si oppone all'espansione dell'Universo.
Durante la Guerra dell'infinito, lei ed Eternità si rivelarono come due facce della stessa entità, essendo i due la rappresentazione dello Spazio e del Tempo.

## Poteri e abilità
Infinità è onnipotente e onnipresente di gran lunga più di chiunque altro, ma come Entità Cosmica deve rispettare l'equilibrio delle forze cosmiche, altrimenti l'Universo finirebbe.
Gli unici in grado di tenerle testa e bilanciare il suo immenso potere sono le altre tre Entità: Morte, Oblio ed Eternità, quest’ultimo di poco superiore. Viene dunque superata solamente dal Tribunale Vivente, Molecola, Fenice Bianca della Corona, l’Arcano ed il Supremo. Inoltre può essere sconfitta dal possessore delle Sei Gemme dell'Infinito o dal possessore del Cuore dell'Universo, essendo artefatti che derivano direttamente dall'insuperabile potere del Supremo.
La forma che possiamo percepire di Infinità è solo una rappresentazione usata per comunicare con gli esseri inferiori e ne possiede tutti i poteri. Teoricamente sarebbe possibile distruggere la sua rappresentazione, ma ciò non ferirebbe per niente l'essenza della vera Infinità.

## Traduzione del nome in italiano
In italiano il personaggio non è presentato con il nome originale inglese, Infinity (traducibile «infinità» o «infinito» al maschile). In particolare negli anni settanta l'Editoriale Corno nelle prime edizioni di Il mitico Thor in italiano scelse di battezzare il personaggio «Infinito» o «infinità», al femminile.